# イポリット・オギュスト・マリノニ

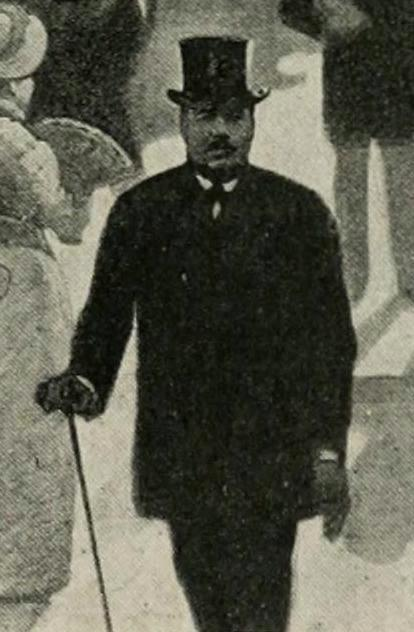
イポリテ・オギュスト・マリノニを描いたシャルル・カステラーニ (Charles Castellani) による肖像、1889年。

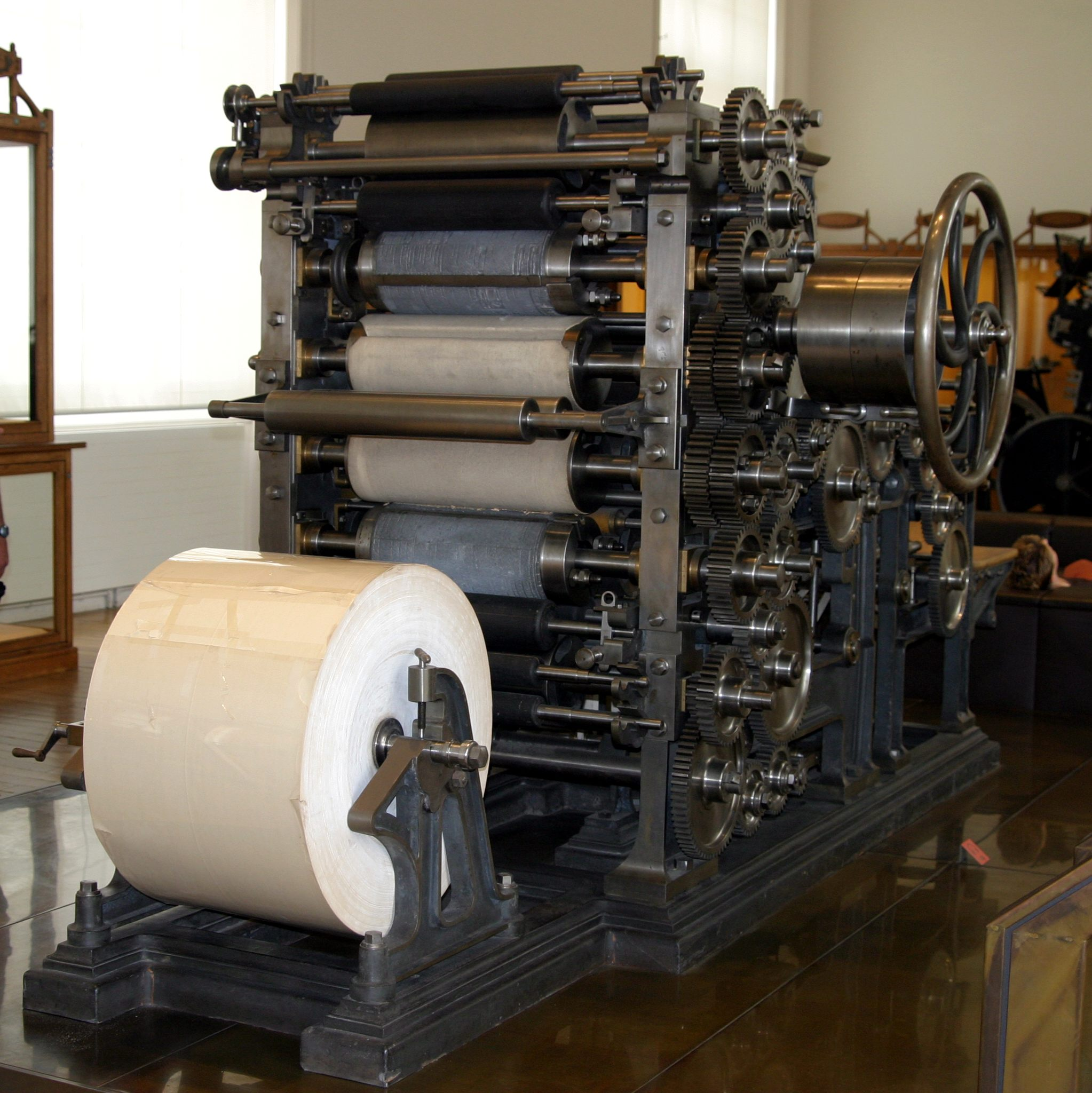
1883年のマリノニ輪転機。

イポリット・オギュスト・マリノニ（Hippolyte Auguste Marinoni、1823年 - 1904年1月7日）は、特に紙型鉛版方式の輪転機の製造によって知られた印刷機の製造者で、日刊紙『Le Petit Journal.』の社主（パトロン）。近代新聞の基礎を築いた人物のひとりとされている。パリのアンフェール門 (Barrière d'Enfer) 付近にあった国家憲兵隊（ジャンダルムリ）の宿舎で生まれ、バリに没した。

## 生涯
イポリット・マリノニは、ブレシア出身の父アンジュ＝ジョゼフ (Ange-Joseph) からイタリア系の血を引いていた。父は、かつてはナポレオン麾下の竜騎兵であり、その後はパリで国家憲兵隊の将校となっていたが、1830年に死去した。イポリット・オギュスト・マリノニは、徒弟修行から身を興さなければならなかった。マリノニは、1837年に旋盤に関する特許を取得した。また、米の脱穀や、綿花の綿刳ができる機械を発明した。
マリノニは、1838年から、印刷機製造業者であったピエール＝アレクサンドル・ガヴォー (Pierre-Alexandre Gaveaux) の下で働き始めた。1847年には、自らが開発した最初の印刷機として、回転胴を2本備え、1時間に1500枚の印刷を可能にした「ア・レアクシオン (à réaction)」を製造した。1850年からはボビン（リール）と回転胴の改良に、ドイツからの移住者で1835年からボビンと鉛版を用いた機械を扱っていたヤコブ・ヴォルムス (Jacob Worms) の協力を得た。ヴォルムスの輪転機は、世界で初めてフランスで製造されたが、商業的に市場に出されることはなかった。
マリノニは、1847年に自ら製造業の事業を立ち上げ、特に、リトグラフの印刷機の製造に取り組んだ。1866年、マリノニは、両面印刷が可能で、6つの余白位置決定装置を備えた輪転機「紙折り機能付き輪転機 (presse rotative à plieuse)」の特許を取った。1872年には、従来の新聞印刷機より高性能の巻取式印刷機が製造され、フランスの新聞社では初めて『La Liberté』紙に最初の輪転機が納入され、さらに『Le Petit Journal.』紙には5台の輪転機が設置された。
1882年、エミール・ド・ジラルダン (Émile de Girardin) の後を受けて、マリノニは『Le Petit Journal.』紙の社主となり、発明家、技術者としての資質も活かして、この新聞の評価を高め、「新聞のパトロン (patron de presse)」と称されるようになった。色彩の重要性を認識していたマリノニは、1889年には多色刷りが可能な輪転機を製造した。1884年から発行され始めた『Le Petit Journal.』紙の「日曜版 (Supplément du dimanche)」は、「文芸版 (Supplément littéraire)」へと発展し、1890年11月29日付からは「絵入り版 (Supplément illustré)」となって第1面と最終面が色刷りとなり、大きな行事から、事故、犯罪や劇的話題などの写真が掲載され、「センセーションを呼ぶ新聞 (presse à sensation)」と称されたこの新聞を特色づけていった。
マリノニは、エティエンヌ・ルノアールの友人であり、ルノアールによる内燃機関の実現（1860年）を支援していた。
イポリット・マリノニは、ボーリュー＝シュル＝メールの初代市長として、1891年の9月27日から10月15日までの19日間だけ、その任にあった。マリノニは、パリのパッシー墓地の第7区画に埋葬された。
パリのシャン・ド・マルス公園の北東側にある短い通りである「マリノニ通り (Rue Marinoni)」の名は、イポリット・マリノニにちなんで命名されたものである。

## マリノニ社
マリノニが興したマリノニ社 (La société Marinoni) は現在も存続している。同社は、1921年に、オワーズ県モンタテール (Montataire) のヴォワラン工房 (les ateliers Voirin) と合併した。1963年には、アメリカ合衆国のハリス・グラフィックス (Harris Graphics) 傘下に入り、1986年にはハイデルベルガー・ドュリュックマシーネン (Heidelberger Druckmaschinen) のグループ傘下にあるAMインターナショナル (AM International) に買収された。現在は、GOSSインターナショナル (GOSS International) のグループ傘下にある。

## マリノニ輪転機と日本
マリノニが製造した輪転機が日本に輸入されたのは1890年であり、帝国議会の開設に合わせて官報印刷用に導入した内閣官報局と、朝日新聞社に導入された。このマリノニ輪転機は、8ページ建ての新聞を1時間に3万部印刷することが可能であり、従前の旧型機の20倍に相当する効率であったという。その後、20世紀に入るとマリノニ輪転機を参考に製造された国産の輪転機が普及するようになり「マリノニ型輪転機」などと称され、ほぼ半世紀にわたって日本の新聞印刷機の主流となった。